# Shérazade du Gévaudan
Shérazade du Gévaudan (née le 10 juin 2006) est une jument baie du stud-book de l'Anglo-arabe de croisement, qui a concouru au niveau international en saut d'obstacles avec le cavalier Romain Duguet, bien qu'elle ne fut jamais son cheval de tête.

## Histoire
Shérazade du Gévaudan naît le 10 juin 2006 à l'élevage du Gévaudan, la S.C.E.A les Hunières, à Pornic, en France. 
Elle est montée par le cavalier franco-suisse Romain Duguet, et propriété de son épouse Christiana Duguet.
En octobre 2017, elle prend le relais pour remplacer Twentytwo des Biches, alors fatiguée. Néanmoins, elle sert le plus souvent de cheval secondaire pour Duguet.
En mars 2019, elle est confiée à une autre cavalière suisse, Sabrina Crotta.

## Description
Shérazade du Gévaudan est une jument de robe baie, inscrite au stud-book de l'Anglo-arabe de croisement. Romain Duguet la décrit comme une « bonne jument », très polyvalente.

## Palmarès
Elle atteint un indice de saut d'obstacles (ISO) de 167 en 2017.
- 18 mars 2018 : Seconde du Grand Prix de la ville de Paris, à 1,50 m[1]
- Vainqueur du Grand prix du CSI3* de Vittel, à 1,55 m

## Origines
Shérazade du Gévaudan est une fille de l'étalon KWPN Tinka's Boy, et de la jument Anglo-arabe Josua du Gévaudan, par Iago C. Elle compte 22 % d'ancêtres Pur-sang, 38 % d'Anglo-arabe, 6 % d'Arabe et 31 % de chevaux de selle étrangers à la France.
| Origines de Shérazade du Gévaudan                      | Origines de Shérazade du Gévaudan | Origines de Shérazade du Gévaudan | Origines de Shérazade du Gévaudan |
| ------------------------------------------------------ | --------------------------------- | --------------------------------- | --------------------------------- |
| Père Tinka's Boy 1989 - KWPN Alezan, 1,64 m            | Zuidpool 1981 - ? KWPN            | Amor 1959, Holsteiner             | Herrscher                         |
| Père Tinka's Boy 1989 - KWPN Alezan, 1,64 m            | Zuidpool 1981 - ? KWPN            | Amor 1959, Holsteiner             | Barba                             |
| Père Tinka's Boy 1989 - KWPN Alezan, 1,64 m            | Zuidpool 1981 - ? KWPN            | Olga 1973, KWPN                   | Persian path S                    |
| Père Tinka's Boy 1989 - KWPN Alezan, 1,64 m            | Zuidpool 1981 - ? KWPN            | Olga 1973, KWPN                   | Anory                             |
| Père Tinka's Boy 1989 - KWPN Alezan, 1,64 m            | Esprit 1986 - ? KWPN              | Zeus 1972, Selle français         | Arlequin                          |
| Père Tinka's Boy 1989 - KWPN Alezan, 1,64 m            | Esprit 1986 - ? KWPN              | Zeus 1972, Selle français         | Urielle                           |
| Père Tinka's Boy 1989 - KWPN Alezan, 1,64 m            | Esprit 1986 - ? KWPN              | Urloffine 1978, KWPN              | Orlof                             |
| Père Tinka's Boy 1989 - KWPN Alezan, 1,64 m            | Esprit 1986 - ? KWPN              | Urloffine 1978, KWPN              | Malinda                           |
| Mère Josua du Gévaudan 1997 - Anglo-arabe Gris, 1,71 m | Iago C 1974 - ? Anglo-arabe       | Ventoux 1965, Anglo-arabe         | Nithard                           |
| Mère Josua du Gévaudan 1997 - Anglo-arabe Gris, 1,71 m | Iago C 1974 - ? Anglo-arabe       | Ventoux 1965, Anglo-arabe         | Hyacinthe                         |
| Mère Josua du Gévaudan 1997 - Anglo-arabe Gris, 1,71 m | Iago C 1974 - ? Anglo-arabe       | Sonia 1964, Anglo-arabe           | Colorado                          |
| Mère Josua du Gévaudan 1997 - Anglo-arabe Gris, 1,71 m | Iago C 1974 - ? Anglo-arabe       | Sonia 1964, Anglo-arabe           | Fadette                           |
| Mère Josua du Gévaudan 1997 - Anglo-arabe Gris, 1,71 m | Vici du Gué 1987 - ? Anglo-arabe  | Fol avril 1972, Anglo-arabe       | Urtois                            |
| Mère Josua du Gévaudan 1997 - Anglo-arabe Gris, 1,71 m | Vici du Gué 1987 - ? Anglo-arabe  | Fol avril 1972, Anglo-arabe       | Folle de Joie                     |
| Mère Josua du Gévaudan 1997 - Anglo-arabe Gris, 1,71 m | Vici du Gué 1987 - ? Anglo-arabe  | Uniflore 1964, Anglo-arabe        | Aviso                             |
| Mère Josua du Gévaudan 1997 - Anglo-arabe Gris, 1,71 m | Vici du Gué 1987 - ? Anglo-arabe  | Uniflore 1964, Anglo-arabe        | Navale                            |

## Annexe
[vidéo] « Disponible », sur YouTube